# Sherbournia hapalophylla
Sherbournia hapalophylla är en måreväxtart som först beskrevs av Herbert Fuller Wernham, och fick sitt nu gällande namn av Frank Nigel Hepper. Sherbournia hapalophylla ingår i släktet Sherbournia och familjen måreväxter.

## Underarter
Arten delas in i följande underarter:
- S. h. hapalophylla
- S. h. wernhamiana